# Microplana plurioculata
Microplana plurioculata ist eine Art der Landplanarien in der Unterfamilie Microplaninae.

## Merkmale
Microplana plurioculata hat einen zylindrischen Körper mit einer Länge von bis zu 50 Millimetern. Die Färbung ist maisgelb, auf dem Rücken befindet sich ein ockerfarbener Mittelstreifen, der vor allem im hinteren Bereich sichtbar ist, während er im vorderen Bereich weniger deutlich erscheint. Das Vorderende läuft spitz zu, der hintere Ende ist stumpf. Am Vorderende sitzen auf beiden Seiten zwei bis fünf Augen, wobei es auch vorkommen kann, dass auf beiden Seiten eine unterschiedliche Anzahl an Augen vorhanden ist.
Im Kopulationsapparat mündet der weibliche Geschlechtskanal rückenseitig versetzt in das weibliche Atrium genitale.

## Verbreitung
Microplana plurioculata wurde im Naturschutzpark Vulkane der Garrotxa in der Provinz Girona im Norden Spaniens entdeckt. Weitere Fundorte liegen in der Provinz Barcelona.

## Etymologie
Das Artepitheton ist eine Kombination der lateinischen Wörter plures (dt. viele) und oculatus (dt. äugig) ab.